# Dmitri Konstantinowitsch Abazijew

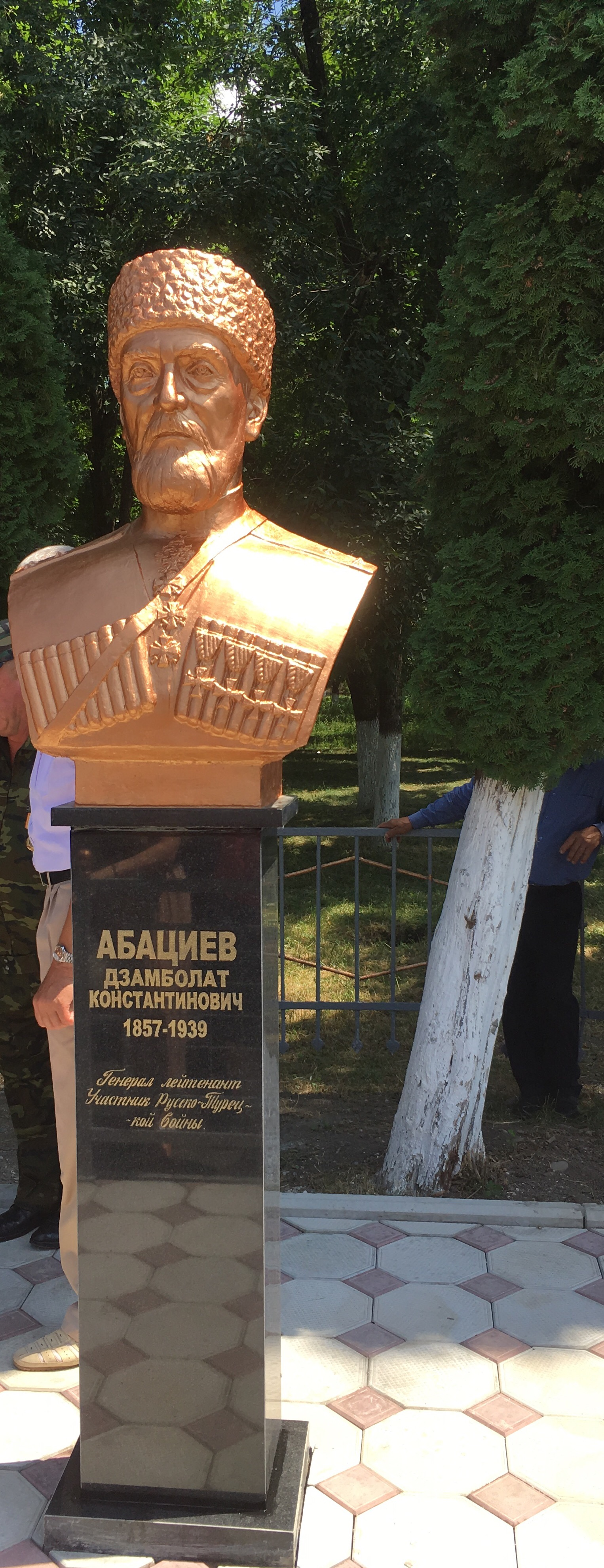
Denkmal für Dmitri Konstantinowitsch Abazijew im Dorf Kadgaron in Nordossetien (Das Todesjahr ist hier mit 1939 angegeben)

Dmitri Konstantinowitsch Abazijew (russisch Дми́трий Константи́нович Абаци́ев; * 21. Novemberjul. / 3. Dezember 1857greg.; † 4. Juni 1936 in Belgrad, Königreich Jugoslawien) war ein russischer Offizier und zuletzt General der Kavallerie der Kaiserlich Russischen Armee. Während des Russischen Bürgerkrieges gehörte er der Freiwilligenarmee der Weißen Armee an und engagierte sich nach dem Ersten Weltkrieg in der Russischen All-Militärischen Union, eine am 1. September 1924 im Königreich Jugoslawien als Nachfolgerin der Weißen Armee von General Pjotr Nikolajewitsch Wrangel gegründete patriotisch-monarchistische Organisation der Weißen Bewegung gegen die Bolschewiki und Sowjetrussland.

## Leben
Dmitri Konstantinowitsch Abazijew war ossetischer Abstammung und trat als einfacher Kosake in die Kaiserlich Russische Armee ein und war zwischen dem 9. November 1876 und dem 17. September 1879 Offiziersbursche von General Michail Dmitrijewitsch Skobelew. Er nahm am Russisch-Osmanischen Krieg (24. April 1877 bis 3. März 1878) teil, der mit einem Sieg des Russischen Kaiserreiches endete und zum Frieden von San Stefano sowie zum Berliner Kongress führte. Für seine Verdienste im Krieg wurde er mehrfach ausgezeichnet und am 25. Februar 1878 zum Fähnrich (Praporschtschik) befördert. Nachdem er nach Kriegsende eine Offiziersausbildung an der Militärschule Vilnius absolviert hatte, trat er in die Infanterie des IV. Armeekorps ein und nahm als Mitglied der Achal-Tekkiner-Expedition an der Schlacht von Gökdepe (Dezember 1880 bis Januar 1881) gegen die Turkmenen teil, wofür er das Goldene Schwert für Tapferkeit verliehen bekam. Er wurde am 16. Juli 1882 zum Unterleutnant (Podporutschik) befördert, trat später in die Kaiserliche Kosakeneskorte ein und erhielt dort am 6. Mai 1884 seine Beförderung zum Kornett. In den folgenden Jahren wurde er als Angehöriger der Kosakentruppe am 1. Januar 1885 zum Leutnant (Porutschik), am 14. Mai 1896 zum Oberleutnant (Podsaul) und wechselte 1900 zum 3. Terek-Kosakenleibgarderegiment. Dort wurde er am 1. Januar 1901 zum Hauptmann (Jessaul) sowie am 6. April 1903 zum Oberst (Polkownik) befördert.
Am 23. Mai 1904 wurde Abazijew Kommandeur des Ussuri-Kosakenregiment und nahm am Russisch-Japanischen Krieg (8. Februar 1904 bis 5. September 1905), der mit einem Sieg des Japanischen Kaiserreiches und zum Friedensschluss im Vertrag von Portsmouth führte. Nach seiner Beförderung zum Generalmajor am 28. März 1906 wurde er zum Hauptquartier des Kaukasischen Militärbezirks abgeordnet und wurde im Anschluss am 6. Januar 1907 Kommandeur der 2. Brigade der 1. Kaukasischen Kosakendivision. Daraufhin wurde er am 9. Oktober 1912 zum Generalleutnant befördert und er übernahm den Posten als Kommandeur der 2. Kaukasischen Kosakendivision, mit der er während des Ersten Weltkrieges insbesondere an der Kaukasusfront zum Einsatz kam. Daneben war er zwischen Februar und April 1915 auch Kommandeur der Jerewan-Division des 6. Kaukasischen Armeekorps und führte eine erfolgreiche Operation gegen die Osmanische Armee durch, bei der das Eleşkirt-Tal erobert wurde. Für seinen Einsatz bei den Kämpfen um Bitlis im Februar 1916 wurde ihm der Russischen Orden des Heiligen Georg Vierter Klasse verliehen. Im weiteren Kriegsverlauf wurde er am 14. Juni 1916 schließlich selbst Kommandierender General des 6. Kaukasischen Armeekorps und verblieb in dieser Funktion bis zu er am 15. September 1917 im Alter von knapp 60 Jahren aus dem aktiven Kriegsdienst ausschied und in die Reserve des Hauptquartiers des Kaukasischen Militärbezirks versetzt wurde. Allerdings war er 1917 noch kurzzeitig Kommandeur des Einheimischen Kavalleriekorps der sogenannten „Wilden Division“ (Дикая дивизия), eine Division der Kaiserlich Russischen Armee in der Zeit des Ersten Weltkriegs, in der muslimische Soldaten aus dem Kaukasus kämpften. Für seine langjährigen Verdienste erhielt er zudem den Orden der Heiligen Anna Erster, Zweiter, Dritter und Vierter Klasse, den Sankt-Stanislaus-Orden Erster, Zweiter und Dritter Klasse, den Orden des Heiligen Wladimir Dritter und Vierter Klasse sowie mehrere ausländische Orden wie das rumänische Donau-Übergangs-Kreuz, den persischen Sonnen- und Löwenorden Erster Klasse, den bulgarischen St. Alexander-Orden Dritter Klasse, den preußischen Roten Adlerorden Vierter Klasse, den Orden der Siamesischen Krone Dritter Klasse, das Ritterkreuz der französischen Ehrenlegion, den griechischen Erlöser-Orden Vierter Klasse sowie den bulgarischen Militärorden für Tapferkeit Vierter Klasse.
Während des Russischen Bürgerkrieges trat Dmitri Abazijew Ende 1918 der Freiwilligenarmee bei und beteiligte sich an der Bildung von Gebirgseinheiten. Im Juni 1919 wurde er Ehrenvertreter der Bergvölker beim Oberbefehlshaber der Truppen im Nordkaukasus und Ende 1919 in die Reserve im Hauptquartier des Oberkommandierenden der Allunionssozialistischen Republik versetzt. Nach der Niederlage der Weißen Armee wanderte er ins Königreich Jugoslawien aus und lebte in Belgrad. Dort war er Mitglied sowie ab dem 2. April 1930 Vorsitzender des Ehrengerichts für Generäle der 4. Abteilung der Russischen All-Militärischen Union ROWS (Русский общевоинский союз), eine am 1. September 1924 im Königreich Jugoslawien als Nachfolgerin der Weißen Armee von General Pjotr Nikolajewitsch Wrangel gegründete patriotisch-monarchistische Organisation der Weißen Bewegung gegen die Bolschewiki und Sowjetrussland. Er war mit Elisaweta Eduardowna Abazijewa (1872–1964) verheiratet.